# Televisão a cabo
Televisão a cabo (português brasileiro) ou televisão por cabo (português europeu) ou televisão de antena comunitária (respectivamente Cable Television, ou Community Antenna Television em inglês, CATV) é um sistema de distribuição de conteúdos audiovisuais de televisão, de rádio FM e de outros serviços para consumidores através de cabos coaxiais fixos, em vez do tradicional e antigo sistema de transmissão via antenas de rádio (televisão aberta). Espalhou-se por vários países, principalmente através dos serviços de televisão por assinatura.

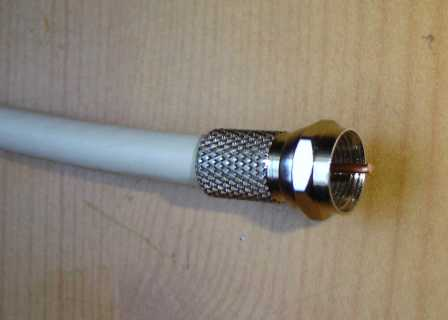
Cabo coaxial utilizado para transmissão dos sinais de televisão a cabo.

Tecnicamente, a televisão por cabo envolve a distribuição de um número de canais de televisão coletados em um local central (conhecido como headend em inglês) para assinantes dentro de uma comunidade através de uma rede de fibra óptica e/ou cabos coaxiais e amplificadores de banda larga.
No caso da transmissão de rádio, o uso de diferentes frequências permite que muitos canais sejam distribuídos através do mesmo cabo, sem fios separados para cada um. O sintonizador da TV, o vídeo cassete ou o rádio seleciona um canal de seu sinal misturado.
O mesmo programa é frequentemente veiculado simultaneamente por rádio e distribuído por cabo, geralmente em frequências diferentes. Outros programas podem ser distribuídos por cabo apenas; regras restringindo conteúdo (como pornografia) praticamente inexistem em televisão a cabo.

## No Brasil
Estima-se que, em 2018, existiam 17 milhões de usuários de serviços de TV por assinatura no Brasil; destes, 7,5 milhões de assinantes utilizam TV a cabo e os restantes utilizam TV via satélite ou via fibra óptica.

### Faixas de frequências usadas no Brasil
Todos os televisores produzidos a partir da década de 90 passaram a ser equipados com sintonizadores para as frequências usadas pelas operadoras de TV a cabo na distribuição do sinal, não necessitando de um decodificador a parte. Os canais também tem largura de 6 MHz assim como a TV aberta transmitida por ar.
Esta faixa é utilizada para a transmissão analógica de sinais.
Canal / Faixa de Frequência (em MHz)
| - 0: 1-11 - 1: 72-78 (os canais 2 a 13 correspondem aos mesmos na faixa do VHF) - 2: 54-60 - 3: 60-66 - 4: 66-72 - 5: 76-82 - 6: 82-88 - 7: 174-180 - 8: 180-186 - 9: 186-192 - 10: 192-198 - 11: 198-204 - 12: 204-210 - 13: 210-216 - 14: 120-126 - 15: 126-132 - 16: 132-138 - 17: 138-144 - 18: 144-150 - 19: 150-156 - 20: 156-162 - 21: 162-168 - 22: 168-174 - 23: 216-222 - 24: 222-228 - 25: 228-234 - 26: 234-240 - 27: 240-246 - 28: 246-252 - 29: 252-258 - 30: 258-264 - 31: 264-270 - 32: 270-276 - 33: 276-282 - 34: 282-288 - 35: 288-294 - 36: 294-300 - 37: 300-306 - 38: 306-312 - 39: 312-318 - 40: 318-324 - 41: 324-330 - 42: 330-336 | - 43: 336-342 - 44: 342-348 - 45: 348-354 - 46: 354-360 - 47: 360-366 - 48: 366-372 - 49: 372-378 - 50: 378-384 - 51: 384-390 - 52: 390-396 - 53: 396-402 - 54: 402-408 - 55: 408-414 - 56: 414-420 - 57: 420-426 - 58: 426-432 - 59: 432-438 - 60: 438-444 - 61: 444-450 - 62: 450-456 - 63: 456-462 - 64: 462-468 (os canais 65 a 93 correspondem aos canais 14 a 43 da faixa do UHF) - 65: 468-474 - 66: 474-480 - 67: 480-486 - 68: 486-492 - 69: 492-498 - 70: 498-504 - 71: 504-510 - 72: 510-516 - 73: 516-522 - 74: 522-528 - 75: 528-534 - 76: 534-540 - 77: 540-546 - 78: 546-552 - 79: 552-558 - 80: 558-564 - 81: 564-570 - 82: 570-576 - 83: 576-582 - 84: 582-588 | - 85: 588-594 - 86: 594-600 - 87: 600-606 - 88: 606-612 - 89: 612-618 - 90: 618-624 - 91: 624-630 - 92: 630-636 - 93: 636-642 - 94: 642-648 - 95: 90-96 - 96: 96-102 - 97: 102-108 - 98: 108-114 - 99: 114-120 (a partir daqui corresponde aos canais 44 a 69 da faixa do UHF) - 100: 648-654 - 101: 645-660 - 102: 660-666 - 103: 666-672 - 104: 672-678 - 105: 678-684 - 106: 684-690 - 107: 690-696 - 108: 696-702 - 109: 702-708 - 110: 708-714 - 111: 714-720 - 112: 720-726 - 113: 726-732 - 114: 732-738 - 115: 738-744 - 116: 744-750 - 117: 750-756 - 118: 756-762 - 119: 762-768 - 120: 768-774 - 121: 774-780 - 122: 780-786 - 123: 786-792 - 124: 792-798 - 125: 798-804 |

### Backbones de condomínios
Da mesma forma como acontece em sistemas de internet, o backbone é o cabo troncal de uma rede sendo este o central em um edifício com antena coletiva. É muito usado em condomínios, hotéis e motéis que, por sua vez, fazem acordos com as operadoras para o cabeamento dos prédios e sua respectiva distribuição nos apartamentos.
Operadoras como Oi TV, Claro TV, SKY e Vivo TV fazem cabeamentos além de prestarem serviços exclusivos aos condomínios mediante autorização em assembleia de condôminos.

## Em Portugal
Em setembro de 2017, o número de assinantes do serviço de TV por subscrição era de 3,25 milhões.